# Afreumenes
Afreumenes (лат.) — род одиночных ос (Eumeninae).

## Описание
От близких родов ос отличается следующими признаками: мезоплевры с косым задним килем, с эпикнемальным килем или без него; клипеус апикально выпуклый; тергит II с задним пластинчатым краем неглубоко вдавленным. Аксиллярная ямка широкая. Самки без цефалической ямки. Тергит I не более чем в 0,5 раза шире тергита II в дорсальном виде. Средние голени с одной шпорой. Переднее крыло с первой и второй возвратными жилками, исходящими в субмаргинальной ячейке II.

## Классификация
В мировой фауне известно 8 видов. Афротропика.
- Afreumenes aethiopicus (Saussure, 1852)
- Afreumenes aterrimus  (Schulthess, 1910)
- Afreumenes distincta de Saussure
- Afreumenes erythrosoma  (Giordani Soika, 1940)[6]
- Afreumenes melanosoma  (Saussure, 1852)
- Afreumenes moseri  (Schulz, 1906)
- Afreumenes nigrorufus Giordani Soika, 1968[7]
- Afreumenes violaceus  (Giordani Soika, 1941)[8]